# Soummam (937)
Soummam (937) je cvičná loď alžírského námořnictva.

## Stavba
Plavidlo bylo postaveno v loděnici Hudong Shipyard v Šanghaji.

## Konstrukce
Posádku plavidla tvoří 170 osob a 230 kadetů. Výzbroj tvoří jeden 76mm kanón ve věži na přídi, dva 37mm kanóny a dva 30mm kanónoné komplety AK-630. Na zádi se nachází přistávací plocha pro vrtulník. Pohonný systém tvoří dva diesely 2 6PC2-5L, každý o výkonu 7800 HP. Motory pohánějí dva lodní šrouby. Nejvyšší rychlost dosahuje 15 uzlů.